# Izaak Schmelkes
Izaak Schmelkes, także Bejt Icchok, hebr. ‏יצחק יהודה שמלקיש‎ (ur. 1827 we Lwowie, zm. 1905 tamże) – rabin w Przemyślu w latach 1868–1894 oraz we Lwowie w latach 1894–1905, myśliciel żydowski, talmudysta.

## Biografia
Izaak Schmelkes urodził się w zamożnej rodzinie lwowskiej w 1827 roku. Kształcił się w szkołach rabinackich we Lwowie i Rawie Ruskiej. Prowadząc interesy rodzinne zbankrutował podczas wojny krymskiej w latach (1853–1856). Pełnił kolejno obowiązki rabinackie w: Żurawnie (od 1856), Brzeżanach (od 1857) i Przemyślu (od 1868). W latach 1894–1905 był rabinem we Lwowie. Głównym dziełem Schmelkesa był zbiór responsów Bejt Icchak w sześciu tomach. Był brany pod uwagę podczas wyboru rabina dla Krakowa oraz Warszawy. Wnukami rabina Izaaka Schmelkesa byli Aaron Lewin i Jecheskiel Lewin. Izaak Schmelkes zmarł we Lwowie w 1905 roku. Jego prawnukiem był Izaak Lewin.